# En attendant (album de Trust)
Pour les articles homonymes, voir En attendant.
Albums de Trust
Paris by Night
(1988) Live
(1992)
En attendant, de son vrai nom … En attendant… (Brouillard en novembre, Noël en décembre), est le sixième (mini) album (majoritairement) studio du groupe de hard rock français Trust, sorti en 1989.

## Liste des morceaux
| No | Titre                                        | Auteur                         | Durée |
| -- | -------------------------------------------- | ------------------------------ | ----- |
| 1. | Good Time                                    | Bonvoisin / Krief / Brusco     | 3:32  |
| 2. | Boom boom                                    | John Lee Hooker                | 3:29  |
| 3. | Allez monnaie blues                          | Bonvoisin / Brusco / Bonvoisin | 4:11  |
| 4. | Paint It, Black (reprise des Rolling Stones) | Jagger/Richards                | 3:01  |
| 5. | Petit Papa Noël                              | Henri Martinet / Raymond Vincy | 3:52  |
| 6. | Surveille ton look (live Bercy 88)           | Bonvoisin / Krief              | 9:00  |
| 7. | Good Time (version anglaise)                 | Bonvoisin / Krief / Brusco     | 3:33  |
| 8. | Alley Money Blues (version anglaise)         | Bonvoisin / Krief / Brusco     | 4:09  |

## Formation
- Bernie Bonvoisin : chant
- Norbert Krief : guitare
- Yves Brusco : guitare
- Fred Guillemet : basse
- Farid Medjane : batterie